# Duderstadt

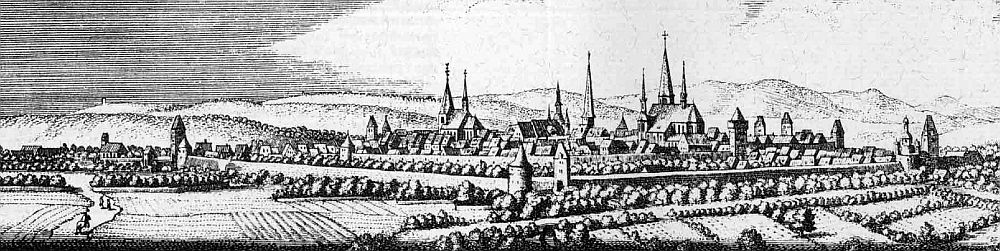
Duderstadt – Auszug aus der Topographia Hassiae von Matthäus Merian 1655

Duderstadt ist eine Stadt und selbständige Gemeinde im Landkreis Göttingen im südöstlichen Niedersachsen.
Das überwiegend mittelalterliche Stadtbild wird geprägt von rund 600 Bürgerhäusern verschiedener Stilepochen – hauptsächlich Fachwerkhäusern – den beiden großen Stadtkirchen St. Cyriakus und St. Servatius mit ihren mächtigen Türmen, dem Westerturm mit seiner prägnant gedrehten Spitze, der restaurierten Stadtmauer sowie dem Rathaus, einem der ältesten Deutschlands.

## Geographie

### Lage

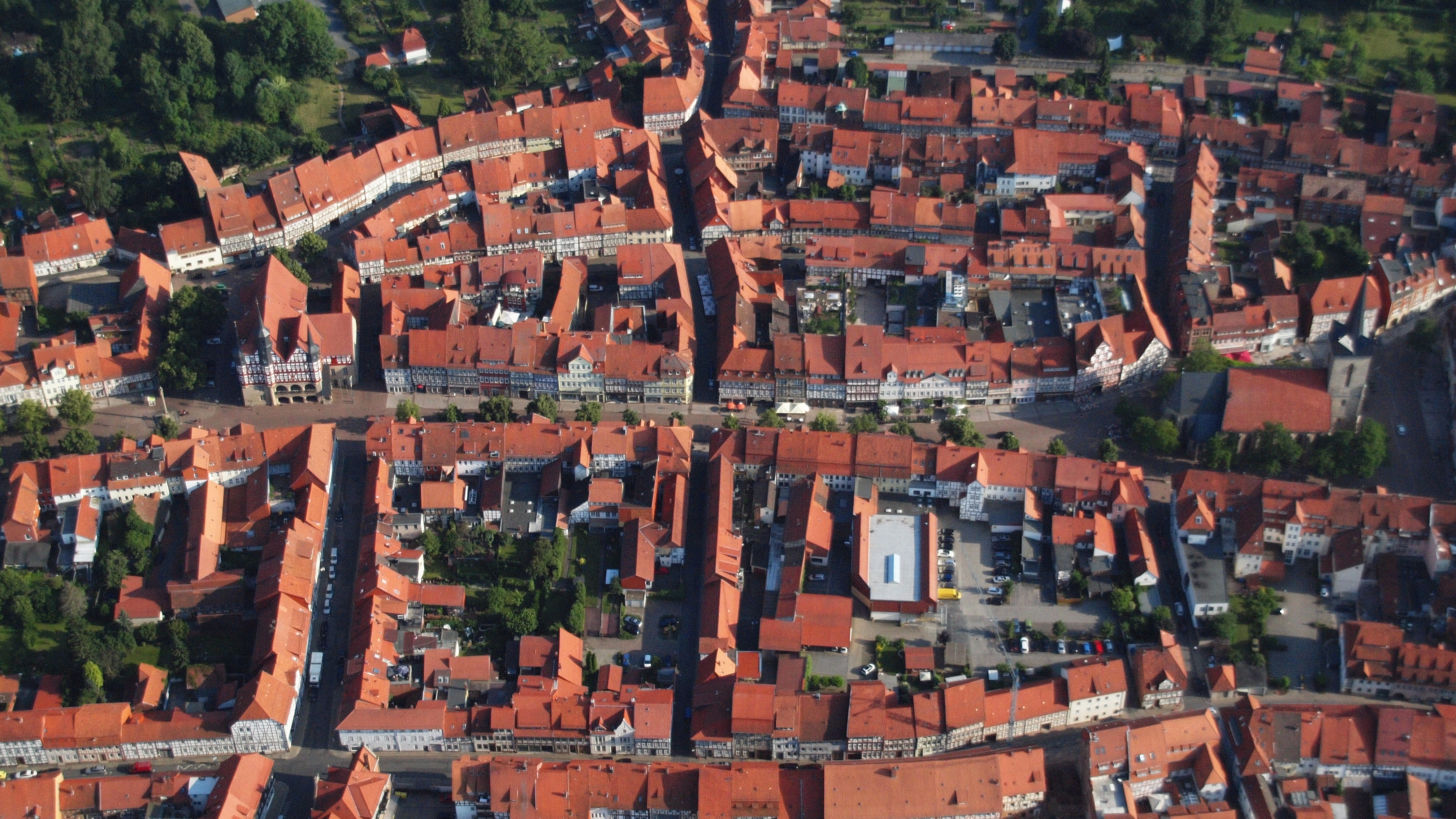
Duderstadt – Ortskern

Duderstadt liegt im Untereichsfeld im südlichen Harzvorland nahe der Landesgrenze zum Freistaat Thüringen. Wegen seiner fruchtbaren Böden wird das Umland bereits seit dem Mittelalter auch als Goldene Mark bezeichnet. Etwa zehn Kilometer südöstlich der Stadt liegt das thüringische Ohmgebirge, rund 20 Kilometer nordöstlich der Harz. Durch die Stadt fließen die Flüsse Hahle und Brehme.

### Stadtgliederung
Die Mittelstadt Duderstadt umfasst neben der Kernstadt 14 Anfang der 1970er Jahre eingemeindete Stadtteile (siehe Eingemeindungen). Von den gut 20.000 Einwohnern leben knapp 9.000 in der Kernstadt und knapp 12.000 in den übrigen Stadtteilen. Im Umkreis von 5 Kilometern vom Zentrum aus leben rund 14.000 Einwohner, welche die Mehrzahl der Stadtbevölkerung bilden.
Durch die Hauptsatzung der Stadt Duderstadt wurden die Stadtteile in zwölf Ortschaften zusammengefasst, die jeweils durch einen Ortsrat vertreten werden.
| Weniger als 5 km vom Zentrum entfernt (rund 14.100) 1. Kernstadt (8.980) 2. Gerblingerode (1.708) 3. Westerode (763) 4. Tiftlingerode (881) 5. Mingerode (1.319) 6. Immingerode (466) | Mehr als 5 km vom Zentrum entfernt (rund 6.600) 1. Hilkerode (896) 2. Nesselröden (1.956) 3. Breitenberg (822) 4. Brochthausen (516) / Langenhagen (474) 5. Desingerode (522) / Esplingerode (140) / Werxhausen (400) 6. Fuhrbach (850) |

(In Klammern die Einwohnerzahlen mit Stand vom 31. Dezember 2023.)

## Geschichte

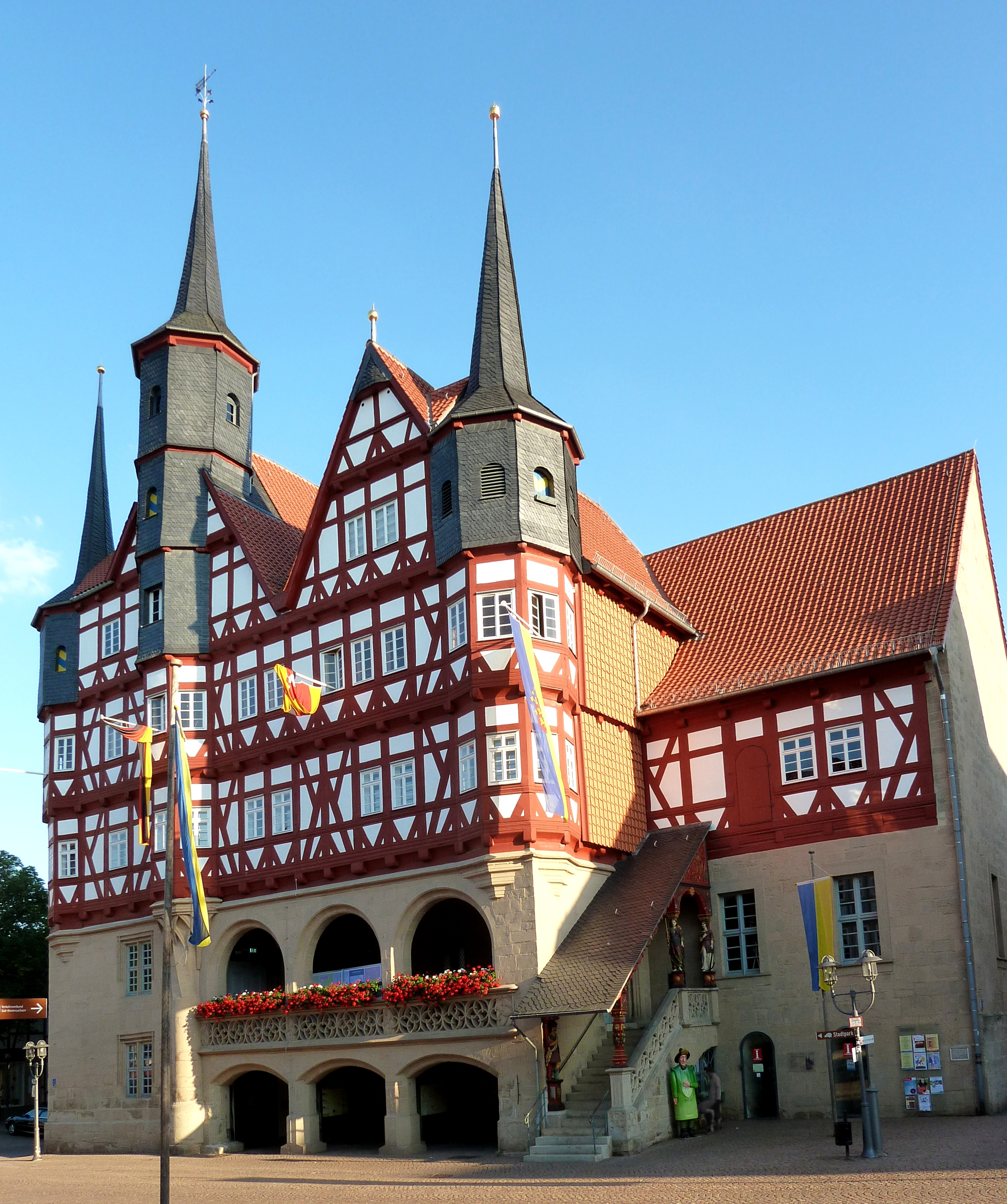
Historisches Rathaus (2011)

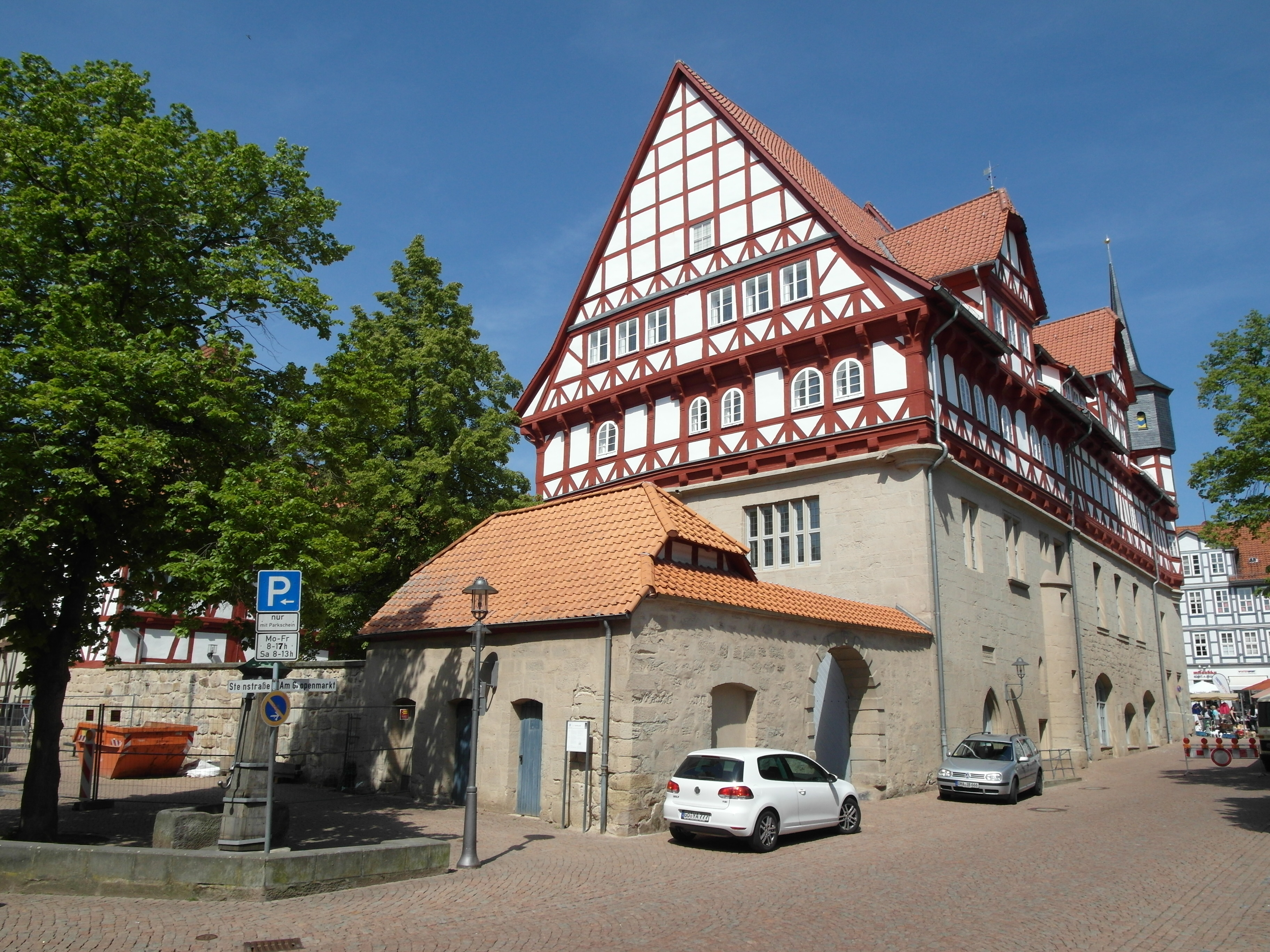
Südostseite des Rathauses (2011)

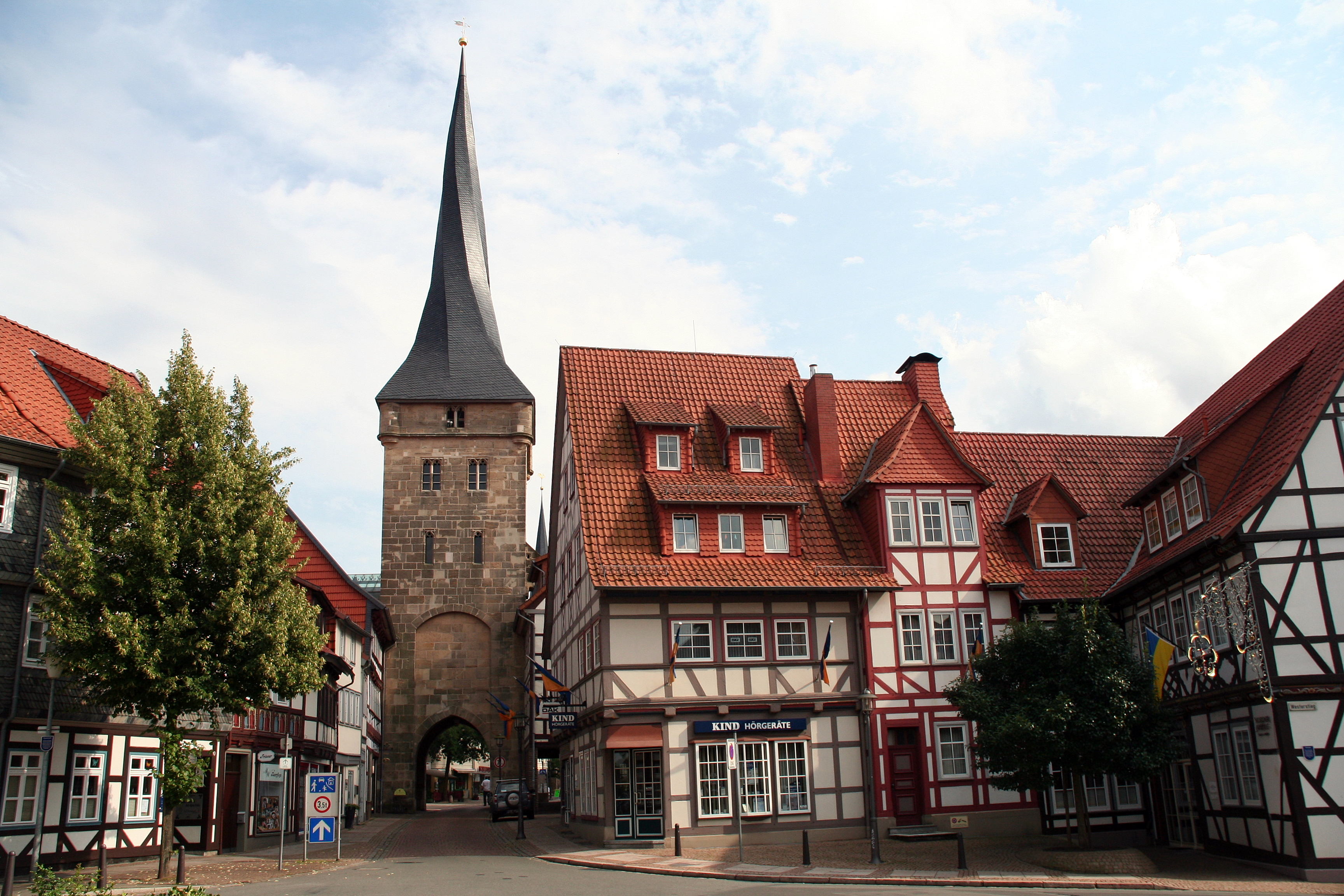
Der Westerturm mit seiner gedrehten Spitze ist das Wahrzeichen der Stadt (2009)

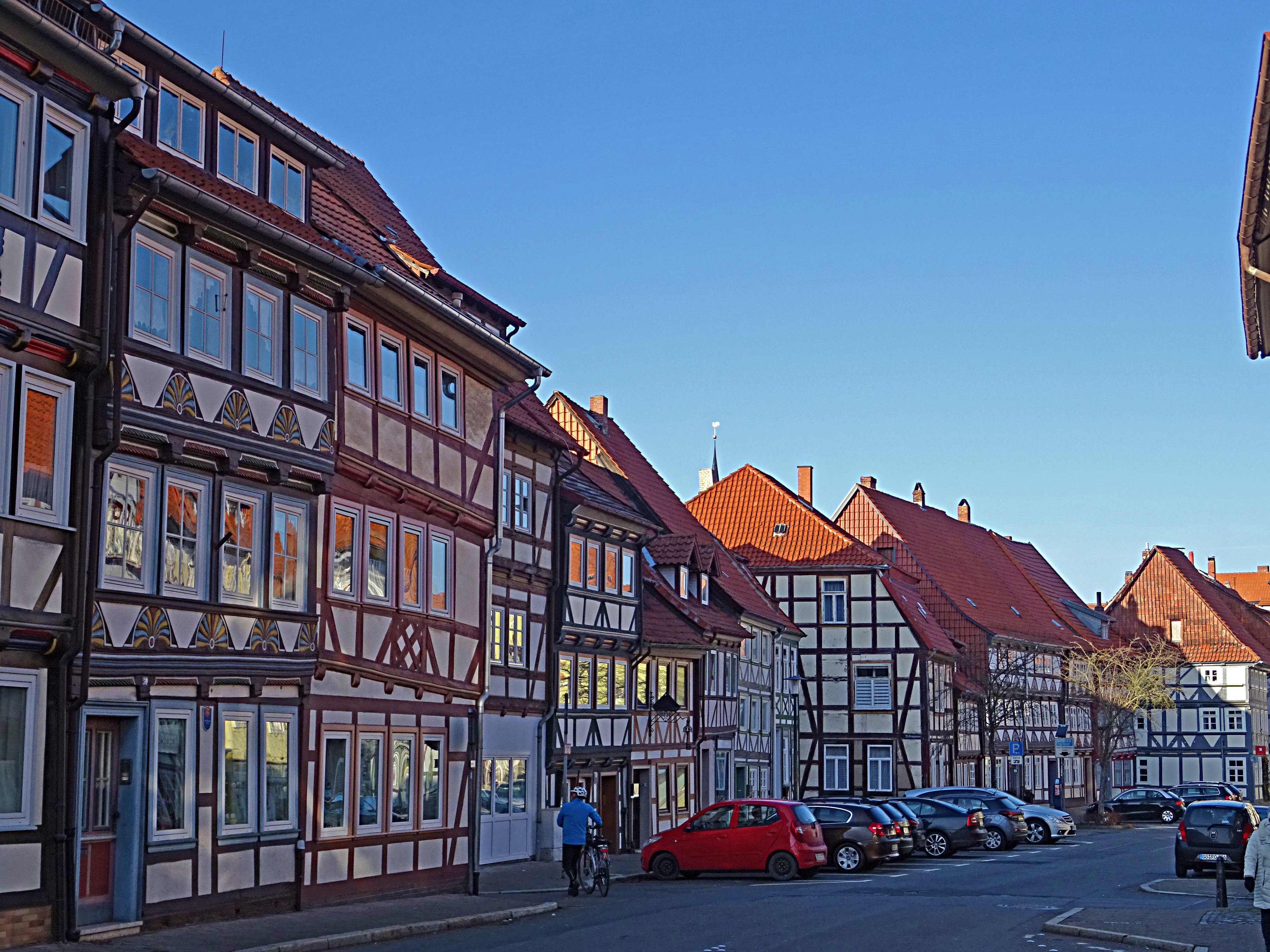
Die Steintorstraße (2020)

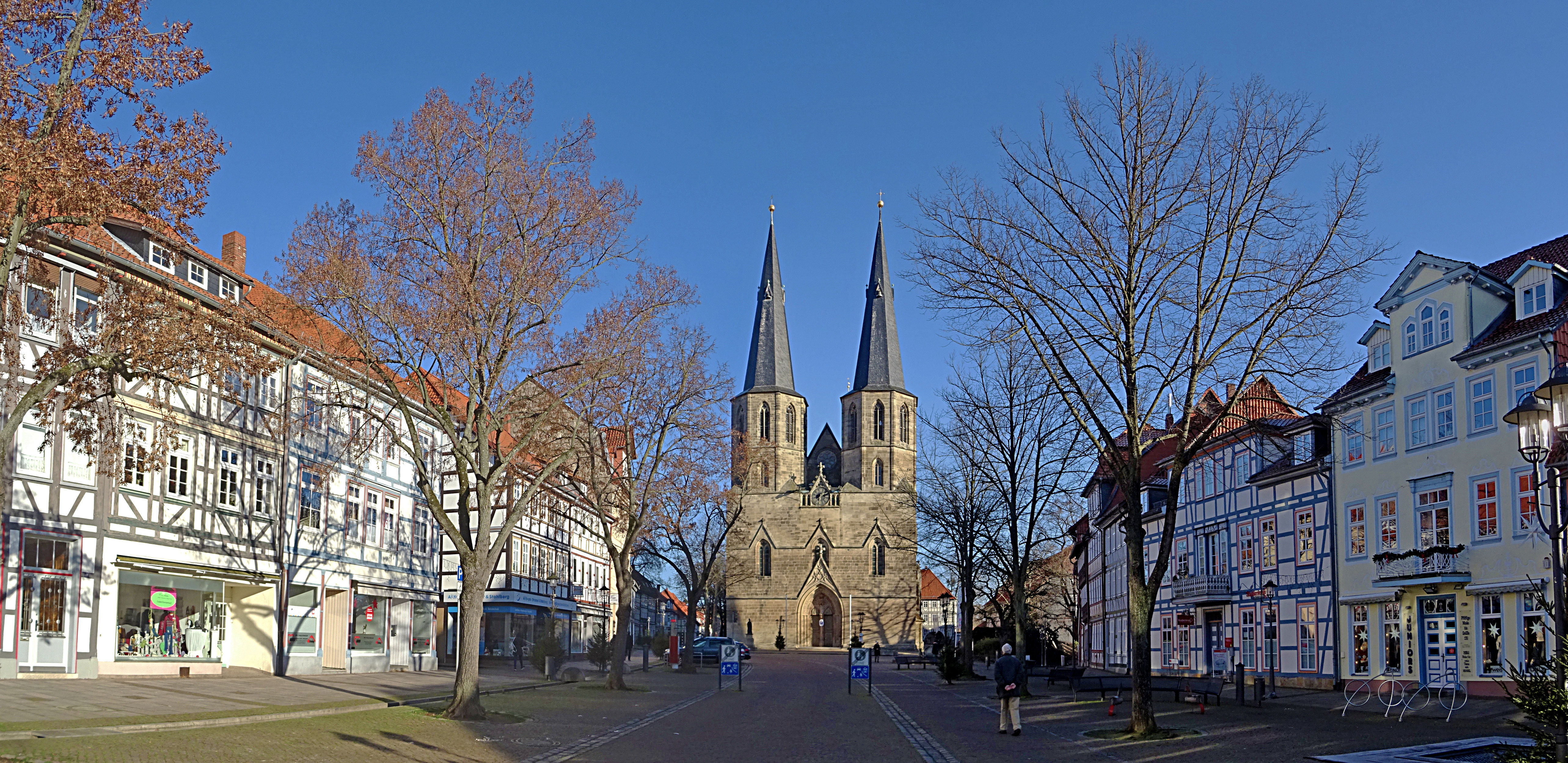
Marktstraße und Basilika St. Cyriakus (2020)

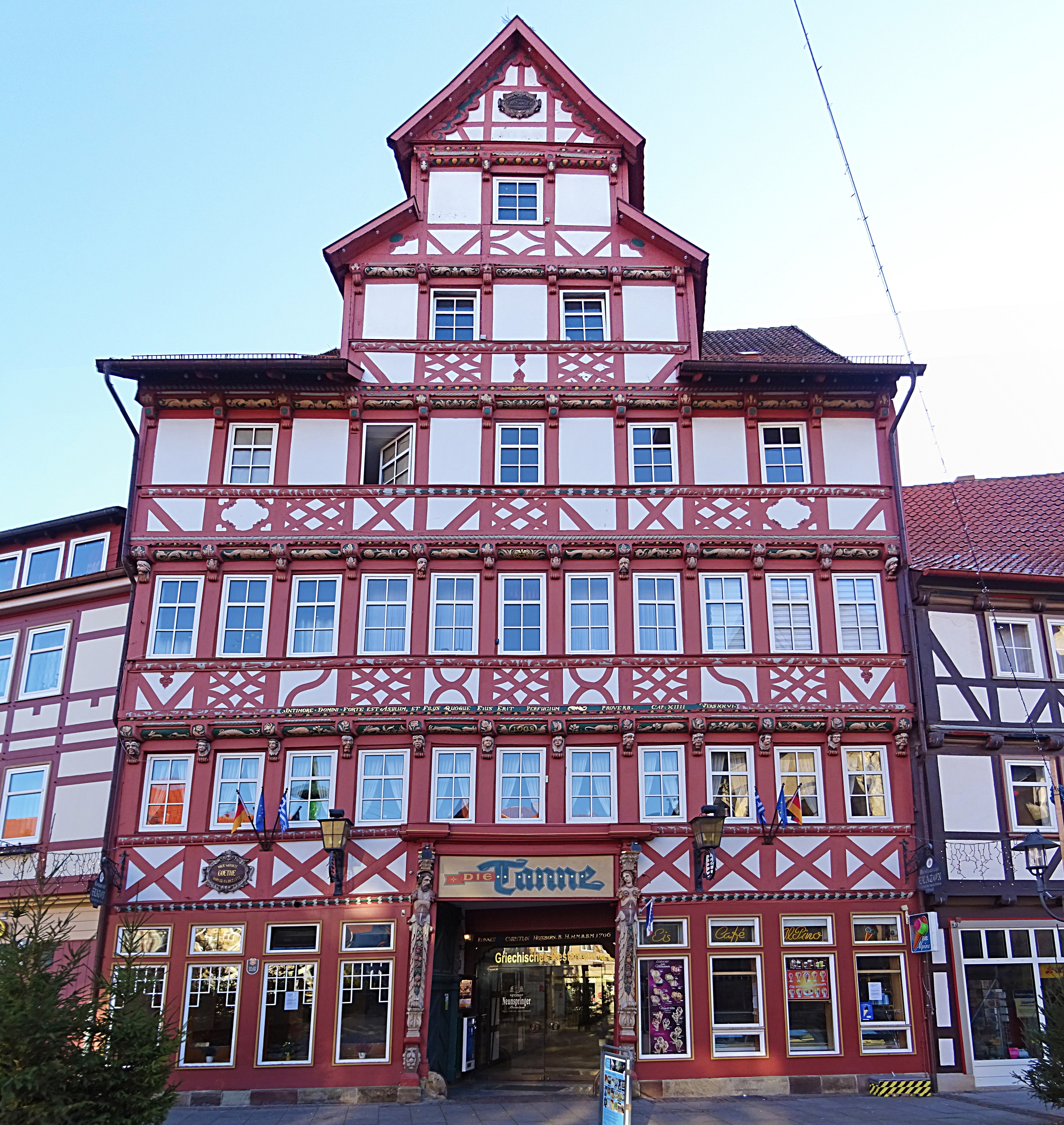
Marktstraße und historisches Hotel zur Tanne (2020)

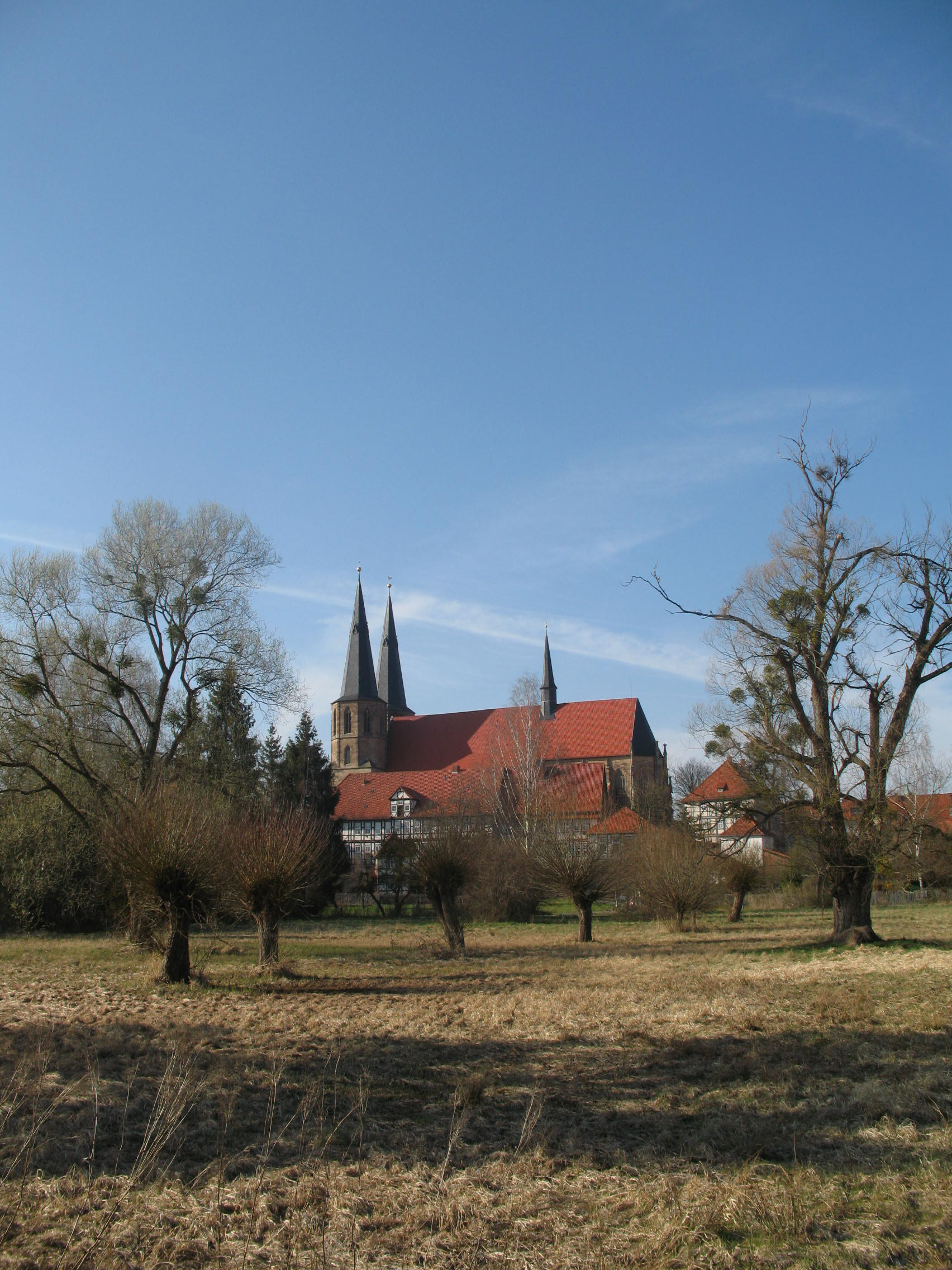
Blick von Süden auf die Basilika St. Cyriakus (2011)

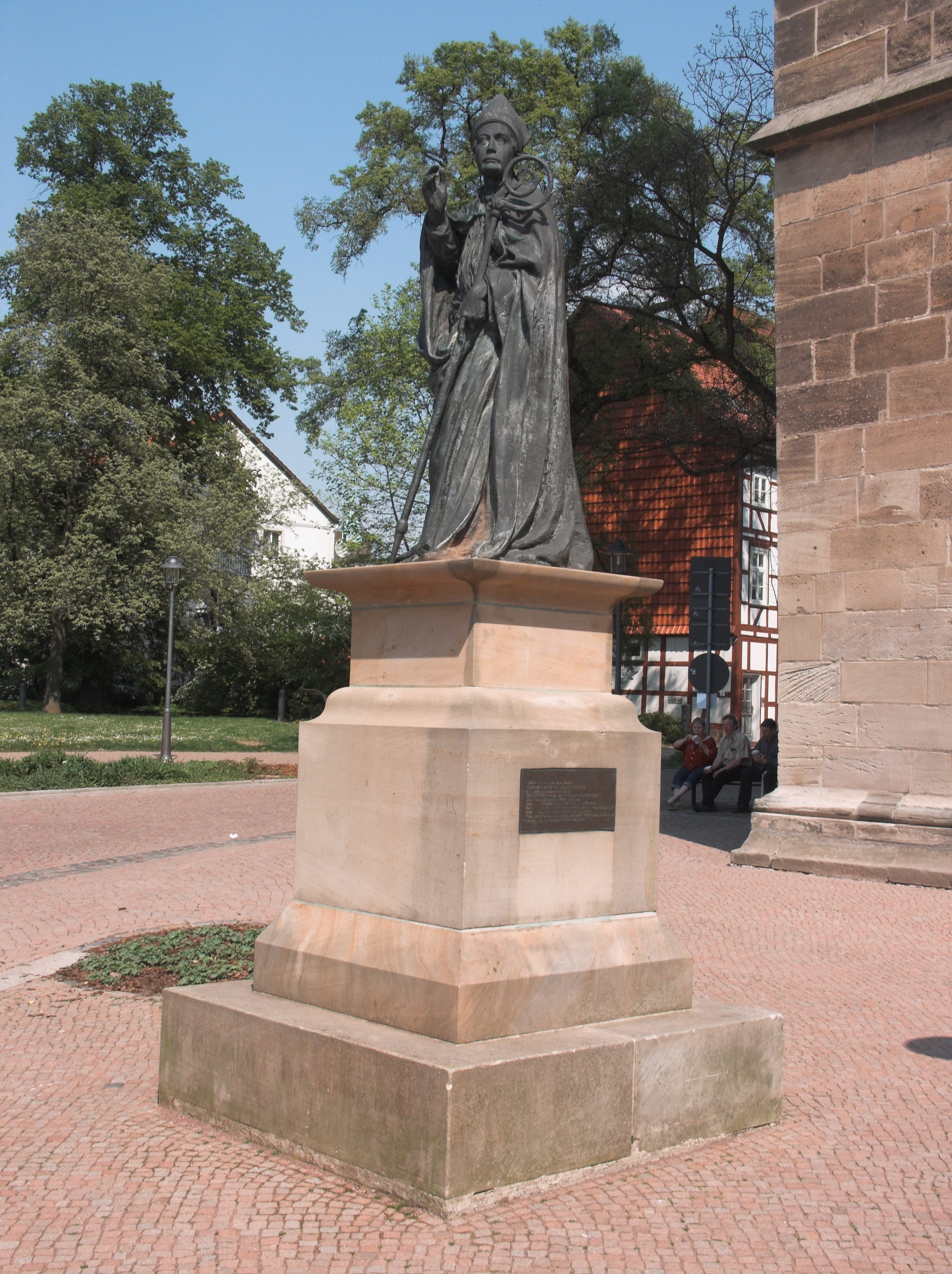
Denkmal für Kardinal Georg von Kopp vor der Basilika St. Cyriakus (2007)

### Mittelalter
Als erste urkundliche Erwähnung Duderstadts wird von den meisten Autoren und ebenso für den Termin von Jubiläumsfeiern eine Urkunde König Heinrichs des Voglers vom 16. September 929 angenommen, in der er seiner Frau Mathilde die Orte Quedlinburg, Pöhlde, Nordhausen, Grone und eben Duderstadt als Wittum vermacht. Die Urkunde wurde in Quedlinburg ausgestellt und erwähnt Duderstadt mit der Schreibung Tutersteti. Eine inhaltlich ähnliche Urkunde Heinrichs, in der Duderstadt als Dudersteti erwähnt ist und anstelle von Grone Zehntrechte in Wolfsleben und Gudersleben genannt werden, wurde bereits am 13. Mai 927 ausgestellt. Diese Urkunde ist jedoch nur aus einer inzwischen ebenfalls verschollenen Abschrift bekannt. 974 kam der Ort an das Stift Quedlinburg, das ihn 262 Jahre verwaltete. 1237 wurde Duderstadt als Lehen an den Landgrafen Heinrich Raspe von Thüringen gegeben, nur 10 Jahre später kam es als Lehen an Otto das Kind, einen Enkel Heinrichs des Löwen. Duderstadt blieb etwa ein Jahrhundert unter welfischer Herrschaft. Zu Beginn dieser Zeit, in den Jahren um 1250, ist es zur Stadt geworden. Gefördert von den Braunschweiger Herzögen erlebte es einen anhaltenden Aufschwung.
So wurde die junge Stadt im Spätmittelalter zu einem bedeutenden, wohlhabenden Ort. Dies nicht zuletzt durch seine Lage an der Kreuzung zweier wichtiger Handelsstraßen: einer Nord-Süd-Route, der „Nürnberger Straße“, von Italien zu den Hansestädten in Nordeuropa sowie einer West-Ost-Verbindung aus dem belgischen Raum über Köln und Leipzig weiter nach Osteuropa. Die Duderstädter Kaufleute betrieben einen weitreichenden Handel; nachgewiesen sind Reisen bis nach Nowgorod.
In den Jahren 1334 bis 1366 traten die welfischen Herzöge der Linie Grubenhagen Duderstadt wegen notorischen Geldmangels schrittweise an die Erzbischöfe von Mainz ab. Für die Stadt begann damit eine Zeit von etwa 450 Jahren Mainzer Herrschaft. Unter den neuen Landesherren setzte sich der Aufstieg der Stadt fort. Sie wuchs über den Ring der Befestigungsanlagen hinaus, ihr wirtschaftliches und politisches Gewicht nahm zu. In den Jahrzehnten um 1400 konnte Duderstadt ein beachtliches Territorium (ca. 115 km²) mit 16 Dörfern erwerben. Mit etwa 4.000 Einwohnern war Duderstadt damals fast so groß wie Hamburg. Um dieselbe Zeit, zu Beginn des 15. Jahrhunderts, ließ die Stadt um ihre Feldflur und an den Grenzen des mainzischen Gebietes Wälle und Knicks errichten. Beiderseitige Gräben, deren Durchgänge mit Schlagbäumen und Warttürmen versehen waren, sollte die Stadt gegen feindliche Einfälle schützen, vor allem gegen die von Uslar auf der Gleichenburgen und die von Minnigerode, die im Osten auf der Allerburg saßen. Vorangegangen war die Ermordung des Herzogs Friedrich I. von Braunschweig-Lüneburg durch mainzische Lehnleute. Dies führte anschließend zu einem Krieg der Braunschweiger Herzöge, des Landgrafen von Hessen und zahlreicher anderer Grafen und Herzöge gegen Erzbischof Johann von Mainz, der im Jahre 1405 im Friedberger Frieden beigelegt wurde.
Durch die Verlagerung der Handelsstraßen und den Niedergang der Hanse im 15. Jahrhundert kam es zu Stagnation und schließlich wirtschaftlichem Abschwung. Seit 1450 nahm die Einwohnerzahl spürbar ab, die Finanzlage wurde schwieriger. Trotz dieser Krise war die Stadt noch zu respektablen Leistungen imstande: ein neuer Befestigungsring entstand, die Kirchen wurden vollendet. Das heutige Stadtbild gehört fast in seiner Gesamtheit der Zeit an, die vom wirtschaftlichen Rückgang gekennzeichnet war. Positiv war, dass sich Duderstadt ein überwiegend mittelalterliches Stadtbild mit Fachwerkhäusern bewahren konnte, wie es in dieser Geschlossenheit nur noch selten zu finden ist. Duderstadt war auch seit dem Mittelalter häufig Opfer von Brandkatastrophen. Der wohl größte Brand in der Stadtgeschichte ereignete sich im Jahre 1424 und legte fast den kompletten nördlichen Teil der Stadt zwischen Obertor und Westertor in Schutt und Asche. Neben dem Westertor mussten 340 Häuser neu errichtet werden, eine Inschrift am Tor berichtet von dieser Katastrophe.

### Neuzeit
Im Zuge des Bauernkrieges wurde Duderstadt von Herzog Heinrich dem Jüngeren 1525 besetzt. Er übergab die Stadt an Erzbischof Albrecht von Mainz und Magdeburg, die durch die Albertinische Ordnung von 1526 ihre Autonomierechte verlor. Der Erzbischof setzte als ständigen Bevollmächtigten einen Stadtschultheißen ein. Als Zeichen des gestiegenen Selbstbewusstseins der Bürger sind der Erweiterungsbau des Rathauses von 1536 sowie die schnelle Übernahme der lutherischen Konfession zu sehen.
Bis zum Dreißigjährigen Krieg war die Lage insgesamt noch nicht ungünstig. Kriegsfolgen, insbesondere durch den Dreißigjährigen Krieg 1618–1648 und den Siebenjährigen Krieg (1756–1763), Epidemien und die zunehmende Abgrenzung der umliegenden Staaten verhinderten eine kontinuierliche Aufwärtsentwicklung. Weitere Ursachen für die wirtschaftliche und demographische Depression Duderstadts waren der Niedergang der Hanse und die Verlagerung der Frachtstraßen in das Leinetal. Ab 1660 beendete der Tabakanbau die ökonomische Talfahrt der Stadt. Erfolgreich gestaltete sich die Gegenreformation, forciert vor allem durch den Duderstädter Stadtpfarrer Herwig Böning, dem zwar eine evangelische Minderheit von 25 Prozent gegenüberstand, die sich aber in der Stadt besser entwickeln konnte als im übrigen Eichsfeld. Zahlreiche Vertreter der evangelischen Minderheit fanden sich im städtischen Patriziat wieder. Adlige Gerichte hatten durch die Bestimmungen des Westfälischen Friedens 1648 eine konfessionelle Sonderstellung.
Nach dem Frieden von Lunéville erhielt Preußen 1802 das mainzische Eichsfeld als Entschädigung für den Verlust seiner linksrheinischen Gebiete; der Territorialstaat des Erzbistums wurde damit aufgelöst. Die Preußen hatten schon vor der Übertragung die Stadt besetzt. Die Neuordnungen Napoleons trafen auch Duderstadt, das ab 1807 sechs Jahre Teil des Harz-Departements wurde. Duderstadt war Verwaltungsmittelpunkt und damit einer von vier Hauptorten des Distriktes; es stand unter der Hoheit des Königreichs Westphalen. Der Distrikt bestand aus acht Kantonen: Beuren, Stadt Duderstadt, Gieboldehausen, Niederorschel, Seulingen, Teistungen, Weißenborn und Worbis. Verwaltet wurde der Kanton von Kanton-Maires, denen die Bürgermeister der einzelnen Orte untergeordnet waren. Nach französischem Vorbild trennte man Verwaltung und Justiz, jeder Kanton erhielt ein Friedensgericht und jeder Distrikt ein Civiltribunal. Als Bürgermeister im Distrikt Duderstadt fungierte Maire Hofmann; er war bereits zu Mainzer Zeit zum Bürgermeister berufen worden und behielt dieses Amt über alle Jahre und Regierungswechsel von 1792 bis 1828.
Im 19. Jahrhundert geriet Duderstadt endgültig in eine Randlage. Von 1816 bis 1866 lag die Stadt an der neuen Grenze zwischen Hannover und Preußen, die mitten durch das Eichsfeld verlief. Mit der Annexion des Königreichs Hannover durch Preußen, spätestens aber nach dem Zusammenschluss der deutschen Staaten 1871 zum Deutschen Kaiserreich, begann mit dem Fortfall von Zoll und Handelshemmnissen ebenfalls für Duderstadt ein wirtschaftlicher Aufschwung als späte Folge der industriellen Revolution. Als mit dem Bau der Eisenbahnen neue Verkehrslinien entstanden, blieb die Stadt abseits der Hauptlinien. Erst Jahrzehnte später, in den Jahren 1887/89, erhielt Duderstadt durch die Bahnstrecke Wulften–Leinefelde Anschluss an die Hauptbahnen Südharzstrecke und Halle-Kasseler Eisenbahn. Von 1907 bis 1931 hatte Duderstadt mit einer mehrjährigen Unterbrechung auch Anschluss an die Schmalspurbahn Gartetalbahn nach Göttingen, die bis Ende der 1950er Jahre noch von Göttingen bis Rittmarshausen betrieben wurde.
Im 19. und frühen 20. Jahrhundert brachen erneut Großbrände aus. 1852 zerstörten Brände im Nordosten der Stadt zwischen Jüdenstraße und Obertor 108 Häuser und 162 Scheunen. Am Dachstuhl und an den Türmen wurde auch die St.-Cyriakus-Kirche beschädigt, beim Wiederaufbau erhielt sie mit den beiden gleich hohen Türmen ihr heutiges Aussehen. Knapp 60 Jahre später suchten Brände den Bereich um die Sackstraße/Spiegelbrücke im Westen der Stadt heim und zerstörten 44 Häuser; im selben Jahr 1911 wüteten auch Feuer in der Obertorstraße und beschädigten dort 13 Häuser. Wegen dieser beiden Großbrände innerhalb eines Jahres schaffte die Stadtverwaltung eine leistungsfähige Dampfspritze an. Der letzte große Brand vernichtete 1915 neben 39 Häusern und 68 Nebengebäuden auch die St.-Servatius-Kirche, die völlig ausbrannte und erst zwei Jahre später wieder aufgebaut wurde.
Mit dem endgültigen Verlust der ursprünglich günstigen Verkehrslage waren die Standortbedingungen für die Industrie äußerst ungünstig. Es gab wenig neue Arbeitsplätze, und nur wenige Betriebe konnten sich auf Dauer halten. Wandergewerbe, Saisonarbeit in anderen Städten und starke Abwanderung waren die Folge.
Ab 1885 bildete die Stadt mit den zur preußischen Provinz Hannover gehörenden Dörfern des Untereichsfeldes den Landkreis Duderstadt.
In der NS-Zeit war das Eichsfeld nie eine Hochburg des Nationalsozialismus. Bei der Reichstagswahl März 1933 erhielt die NSDAP im Kreis Duderstadt nur 26 % der Stimmen, in der Stadt Duderstadt selbst 33,9 % (zum Vergleich: Göttingen 51 %, Reichsdurchschnitt 44 %). Dennoch versagten sich die Duderstädter in der Folge nicht dem Nationalsozialismus. So kam z. B. der Historiker Dieter Wagner im Eichsfeld-Jahrbuch 2000 zu dem Ergebnis: „Gravierende Unterschiede in der Haltung der Bevölkerung gegenüber dem Nationalsozialismus waren zwischen dem Untereichsfeld und dem Reich in den Friedensjahren der nationalsozialistischen Herrschaft nicht mehr festzustellen. Man richtete sich ein und fast alle machten mit!“ Auch in Duderstadt wurden Gegner des Regimes verfolgt, und deportierte Ausländer und Häftlinge von Konzentrationslagern mussten Zwangsarbeit leisten. Von November 1944 bis April 1945 unterhielt das KZ Buchenwald in Duderstadt ein Außenkommando mit 755 jüdischen Ungarinnen. Die kleine jüdische Gemeinde hat nicht überlebt. In der sogenannten Reichspogromnacht vom 9. auf den 10. November 1938 wurde die Synagoge in der Christian-Blank-Straße zerstört. Ein Gedenkstein auf dem Stadtwall erinnert an dieses Ereignis.
Nach dem Krieg rückte Duderstadt durch die Schließung der Grenze zwischen der Bundesrepublik Deutschland und der DDR schließlich in eine extreme Randlage. Die Bahnstrecke nach Leinefelde wurde im Zuge der Grenzziehung stillgelegt, der Abschnitt nach Wulften folgte am 26. Juli 1974. Es ist trotzdem gelungen, wichtige Industriebetriebe in Duderstadt anzusiedeln. Auch ist die Eingliederung tausender Vertriebener und Flüchtlinge geglückt.
1973 wurde Duderstadt mit fast allen anderen Gemeinden des Landkreises Duderstadt in den neu gebildeten Landkreis Göttingen integriert.
Am 10. November 1989 wurde um 0:35 Uhr der Schlagbaum am Grenzübergang Duderstadt/Worbis nach Westen geöffnet. Bis zum Nachmittag kamen mehr als 6000 DDR-Bürger in über 1500 Fahrzeugen in Duderstadt an, bis zum Jahresende wurden es 700.000 Menschen.

### Eingemeindungen
Am 1. Februar 1971 wurde die Gemeinde Westerode eingegliedert. Am 1. Januar 1973 kamen Breitenberg, Brochthausen, Desingerode, Esplingerode, Fuhrbach, Gerblingerode, Hilkerode, Immingerode, Langenhagen, Mingerode, Nesselröden, Tiftlingerode und Werxhausen hinzu.

### Etymologie

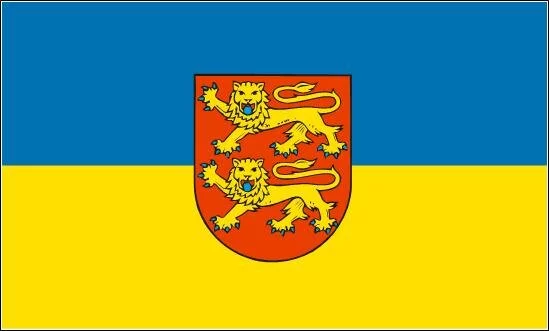
Flagge von Duderstadt

Duderstadt wird in den frühesten schriftlichen Quellen als Dudersteti, später als Duderstat oder Duderstad bezeichnet. Die Namensformen kommen auch mit Verschärfung des Verschlusslauts als Tutersteti, Dutherstade oder Tuderstad vor. Entgegen der in der Region am häufigsten vorkommenden Ortsnamensbildung mit einem Personennamen als Bestimmungswort ist im Falle Duderstadts von dem Namen eines Fließgewässers oder eines Teilabschnitts eines Gewässers auszugehen, der als Duder anzusetzen ist und auf die rekonstruierten Formen des germanischen *Dudra- und indogermanischen *dhudhrā- „ungestüm, tobend“ zurückgeführt wird. Diesem Namensteil wurde dann das Grundwort -stadt angehängt.

### Die Sage von der Namensgebung
Entgegen der etymologischen Namensherkunft hat sich besonders eine Legende mit leicht humoristischer Erklärung behauptet: Zwei Brüder bauten Duderstadt und als sie damit fertig waren, wollten sie der Stadt einen Namen geben. Sie wurden sich aber nicht darüber einig, wer es tun sollte, und so sagte der Erste zum Zweiten: „Gib du der Stadt den Namen“, und der wiederum sagte zum Ersten: „Gib du der Stadt den Namen“, dieser bat mit den gleichen Worten den Dritten, der gab’s ihm mit denselben Worten zurück. Da nannten sie kurz entschlossen die Stadt Duderstadt.

### Einwohnerentwicklung
| Jahr | Einwohner alter Gebietsstand | Einwohner Gebietsstand ab 1971/-73 |
| ---- | ---------------------------- | ---------------------------------- |
| 1890 | 04.809                       |                                    |
| 1925 | 06.474                       |                                    |
| 1933 | 06.963                       |                                    |
| 1939 | 06.659                       |                                    |
| 1950 | 11.511                       |                                    |
| 1961 | 10.709                       | 22.235                             |
| 1970 | 10.965                       | 23.794                             |
| 1977 |                              | 22.949                             |
| 1980 |                              | 22.900                             |
| 1990 |                              | 22.900                             |
| 2010 |                              | 21.796                             |
| 2015 |                              | 21.072                             |
| 2016 |                              | 20.677                             |
| 2017 |                              | 20.517                             |

Einwohnerentwicklung von Duderstadt von 1890 bis 2017 nach Gebietsstand vor 1971 (rot) und nach 1973 (blau)

Von den 4809 Einwohnern im Jahr 1890 waren 3231 Katholiken, 1497 Evangelische und 81 Juden.

## Politik

### Rat der Stadt
Der Rat der Stadt Duderstadt besteht aus 34 Ratsmitgliedern. Dies ist die festgelegte Anzahl für eine Einheitsgemeinde mit einer Einwohnerzahl zwischen 20.001 und 25.000 Einwohnern. Die Ratsmitglieder werden durch eine Kommunalwahl für jeweils fünf Jahre gewählt. Die aktuelle Amtszeit begann am 1. November 2021 und endet am 31. Oktober 2026.
Neben den bei der Kommunalwahl gewählten Ratsmitgliedern gehört der hauptamtliche Bürgermeister kraft Amtes dem Rat an.
| Stadtratswahl Duderstadt 2021Wahlbeteiligung: 59,5 % 50403020100 49,2 %17,8 %10,6 %8,6 %7,7 %3,3 %2,8 % CDUSPDFDPGrüneWDBeHWGfPARTEIGewinne und Verlusteim Vergleich zu 2016 %p 6 4 2 0 −2 −4 −6 −8−6,8 %p+0,4 %p+5,2 %p+0,7 %p−5,7 %p+3,3 %p+2,8 %pCDUSPDFDPGrüneWDBHWGPARTEIAnmerkungen:e Wählergemeinschaft Duderstädter Bürgerf Hilkeröder Wählergemeinschaft | Sitzverteilung im Stadtrat Duderstadt seit 2021Insgesamt 34 Sitze - PARTEI: 1 - SPD: 6 - Grüne: 3 - HWG: 1 - WDB: 3 - FDP: 3 - CDU: 17 |

Im Stadtrat bilden SPD und Die PARTEI die Gruppe SPD und PARTEI Duderstadt. Zudem bilden auch FDP und HWG eine Gruppe.

### Bürgermeister
Direkt gewählter Bürgermeister ist seit 2019 Thorsten Feike (FDP). In der Stichwahl am 15. September 2019 setzte er sich mit 69,26 % der Stimmen gegen Stefan Koch (CDU) durch.
Stellvertretende Bürgermeister sind Andreas Diedrich (CDU) und Matthias Schenke (SPD).

### Ortschaft Duderstadt

#### Ortsrat
Die Kernstadt Duderstadt wird durch einen Ortsrat mit 19 Mitgliedern vertreten. Bei der Kommunalwahl 2021 ergab sich folgende Zusammensetzung:
| Ortsratswahl Duderstadt 2021Wahlbeteiligung: 51,4 % 403020100 39,2 %20,9 %16,4 %12,4 %7,3 %3,8 % CDUSPDFDPGrüneWDBePARTEIGewinne und Verlusteim Vergleich zu 2016 %p 8 6 4 2 0 −2 −4 −6 −8−4,9 %p−2,5 %p+6,8 %p+4,4 %p−7,7 %p+3,8 %pCDUSPDFDPGrüneWDBPARTEIAnmerkungen:e Wählergemeinschaft Duderstädter Bürger | Sitzverteilung im Ortsrat Duderstadt seit 2021Insgesamt 19 Sitze - PARTEI: 1 - SPD: 4 - Grüne: 2 - WDB: 1 - FDP: 3 - CDU: 8 |

#### Ortsbürgermeister
Ortsbürgermeister der Kernstadt ist Manfred Otto (CDU). Seine Stellvertreter sind Patrick Jung (FDP) und Reinhild Ewers (CDU).

### Weitere Ortschaften
Die Ortsteile der Stadt Duderstadt werden durch derzeit insgesamt 131 Ortsratsmitglieder in zwölf Ortsräten vertreten. Seit der Kommunalwahl 2021 verteilen diese sich wie folgt:
| Ortschaft                           | CDU | SPD | Grüne | FDP | 0WG | PARTEI | parteilos | ∑    |                                                      | Name der Wählergruppe/n (Sitze) |
| ----------------------------------- | --- | --- | ----- | --- | --- | ------ | --------- | ---- | ---------------------------------------------------- | ------------------------------- |
| Breitenberg                         | 3   | –   | –     | –   | 6   | –      | –         | 9    |                                                      | Breitenberger Wgem.             |
| Brochthausen/Langenhagen            | 12  | –   | –     | –   | 1   | –      | –         | 13   | Wgem. Duderstädter Bürger (WDB)                      |                                 |
| Desingerode/Esplingerode/Werxhausen | 10  | 1   | –     | –   | –   | –      | 1 *       | 12 a | –                                                    |                                 |
| Duderstadt                          | 8   | 4   | 2     | 3   | 1   | 1      | –         | 19   | WDB                                                  |                                 |
| Fuhrbach                            | –   | –   | –     | –   | 8   | –      | 1 *       | 9    | Fuhrbacher Wgem.                                     |                                 |
| Gerblingerode                       | 7   | 2   | 1     | 1   | –   | –      | –         | 11   | –                                                    |                                 |
| Hilkerode                           | 1   | –   | –     | –   | 8   | –      | –         | 9    | Wir für Hilkerode (6), WDB (1), Hilkeröder Wgem. (1) |                                 |
| Immingerode                         | 5   | 1   | –     | –   | 1   | –      | –         | 7    | Freie Wähler Wgem. Immingerode                       |                                 |
| Mingerode                           | 5   | 1   | –     | 1   | 4   | –      | –         | 11   | Unabh. Wählerliste Mingerode                         |                                 |
| Nesselröden                         | 8   | 2   | 3     | –   | –   | –      | –         | 13   | –                                                    |                                 |
| Tiftlingerode                       | 9   | –   | –     | –   | –   | –      | –         | 9    | –                                                    |                                 |
| Westerode                           | 5   | –   | –     | –   | 4   | –      | –         | 9    | WDB                                                  |                                 |
| ∑                                   | 73  | 11  | 6     | 5   | 33  | 1      | 2         | 131  |                                                      |                                 |

### Landtags- und Bundestagsabgeordnete
Duderstadt gehört zum Bundestagswahlkreis Göttingen. Direkt gewählter Abgeordneter war zuletzt von 2021 bis 2023 Andreas Philippi (SPD).
Der Landtagswahlkreis Duderstadt wird seit 2022 durch den direkt gewählten Abgeordneten Christian Frölich (CDU) vertreten.

### Wappen
| Wappen von Duderstadt | Blasonierung: „In Rot übereinander, zwei schreitende, herschauende blau bewehrte Löwen (Leoparden).“ |
| Wappen von Duderstadt | Wappenbegründung: Das Wappen geht auf ein seit 1255 nachweisbares Stadtsiegel zurück. Es ist dem Siegel des damaligen Landesherrn Albrecht I. von Braunschweig nachgebildet. Auch nach dem Übergang in Mainzische Landesherrschaft (Mitte des 14. Jahrhunderts) blieben die Löwen das Zeichen der Stadt und die Farben Blau und Gold die Stadtfarben. |

### Städtepartnerschaften

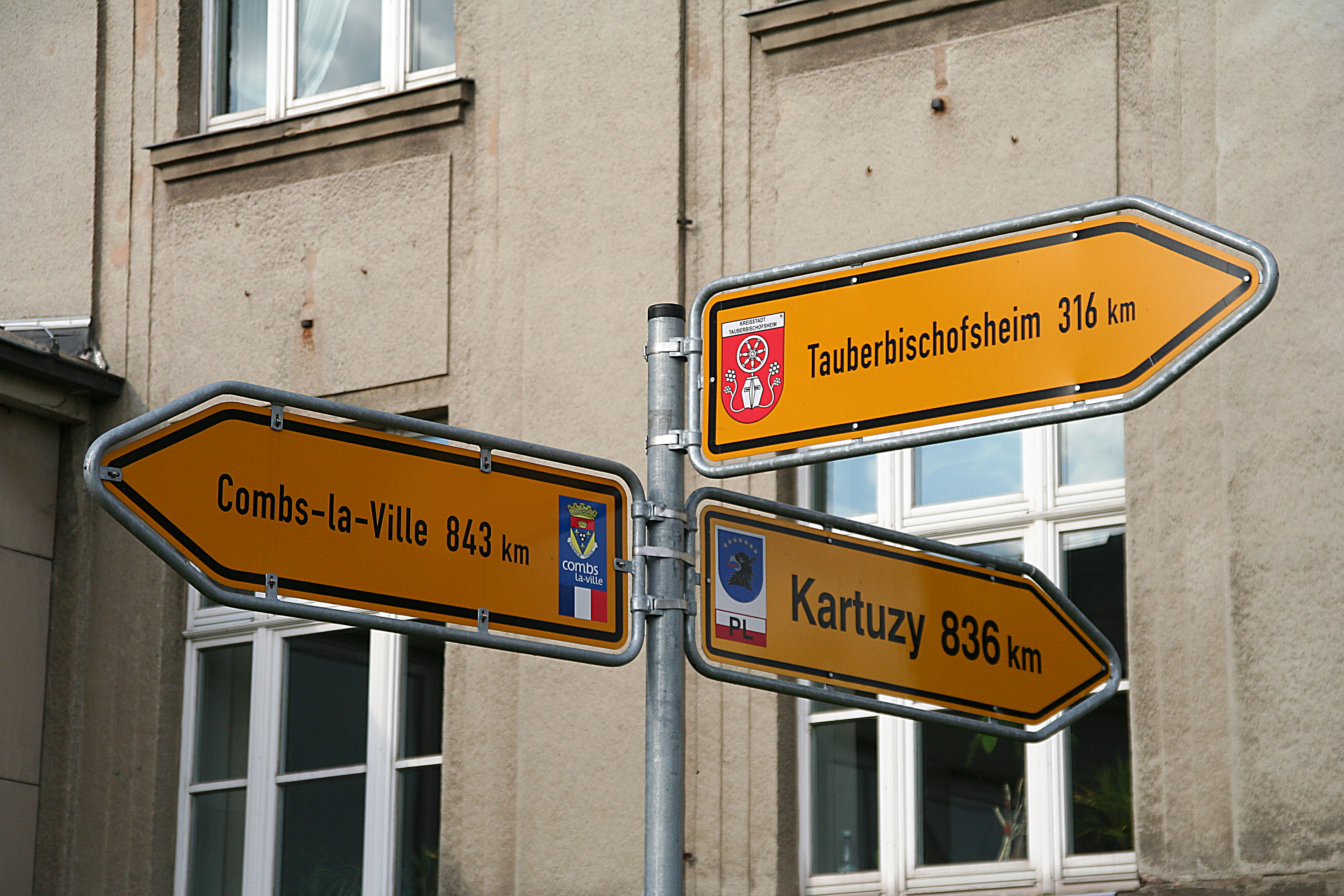
Duderstadts Partnerstädte

Duderstadt unterhält Partnerschaften mit dem baden-württembergischen Tauberbischofsheim (seit 1961), mit dem französischen Combs-la-Ville (seit 1968) und mit dem polnischen Kartuzy (seit 1995).

## Wirtschaft und Infrastruktur
- ansässige Unternehmen: ca. 518
- soz.-vers. Beschäftigte: ca. 6578, davon:
  - verarbeitendes Gewerbe, Bau und Energie: 42 %
  - Handel, Verkehr und Nachrichten: 17,2 %
  - sonstige Dienstleistungen: 39,9 %
  - Land und Forst: 0,9 %

Bedeutende Unternehmen:
- Ottobock – Weltmarktführer in der Prothetik und Orthetik.

### Wirtschaftsgeschichte
Der ehemalige Fahrradhersteller Heidemann verkaufte sein Zweigwerk in Duderstadt Mitte der 1970er Jahre an den niederländischen Kreidler-Importeur Hendrik van Veen, der dort von 1976 bis 1978 das damals leistungsstärkste Motorrad mit Wankelmotor in Kleinserie produzierte, die Van Veen OCR 1000.

### Verkehr
Duderstadt liegt an der Bundesstraße 247 und ist Ausgangspunkt der Bundesstraße 446. Etwa 15 Kilometer südlich von Duderstadt verläuft die Bundesautobahn 38 (Göttingen–Halle–Leipzig), rund 30 Kilometer westlich die Bundesautobahn 7.
Der Bahnhof Duderstadt lag an der Untereichsfeldbahn Leinefelde–Wulften. Daneben befand sich der Kleinbahnhof der schmalspurigen Gartetalbahn von Göttingen, dessen Betrieb zwischen Rittmarshausen und Duderstadt bereits 1931 eingestellt wurde. Infolge der deutschen Teilung wurde die Strecke von Leinefelde nach dem Zweiten Weltkrieg zwischen Duderstadt und Teistungen unterbrochen. Auf dem niedersächsischen Abschnitt Duderstadt–Wulften fand noch bis zum 26. Juli 1974 Personenverkehr sowie bis 1995 Güterverkehr statt. 1996 wurde die Strecke dann stillgelegt.

### Öffentliche Einrichtungen
- Krankenhaus St. Martini

### Staatliche Einrichtungen
Durch die unmittelbare Nähe zur ehemaligen innerdeutschen Grenze wurde Duderstadt am 14. August 1956 zum Standort einer Abteilung des Bundesgrenzschutzes (seit Juli 2005: „Bundespolizei“). Trotz mehrfacher Umstrukturierung, wobei auch der Standort in Frage gestellt wurde, konnte sie 2006 ihr 50-jähriges Bestehen feiern. Seit einer Neustrukturierung im Jahr 2008 sind in der Abteilung etwa 600 Bedienstete tätig.

### Bildungseinrichtungen
| - Grundschulen - St.-Elisabeth-Schule, Katholische Grundschule in Duderstadt - Janusz-Korczak-Grundschule, Duderstadt - Maximilian-Kolbe-Schule, Grundschule in Gerblingerode - Paul-Maar-Grundschule, Grundschule in Hilkerode - Grundschule Langenhagen - Grundschule Mingerode - St.-Georg-Schule, Grundschule in Nesselröden - St.-Nikolaus-Grundschule, Tiftlingerode - Sekundarstufe I und II - Pestalozzischule (Förderschule) - Heinz-Sielmann-Realschule - Eichsfeld-Gymnasium - Berufs- und Fachschulen - Berufsbildende Schulen - Berufsbildungszentrum der Handwerkskammer Hildesheim - Fachschule für Altenpflege des Malteser Hilfsdienstes - Krankenpflegefachschule Krankenhaus St. Martini - Kreisgewerbeanstalt - Vinzenz-von-Paul-Schule (Fachschule für Sozialpädagogik) | - Sonstige - Gesellschaft für Arbeits- und Berufsförderung gGmbH, Qualifizierung und Stabilisierung arbeitsloser Menschen, Jugendberufshilfe - Ausbildung & Arbeit GmbH – Förderunterricht für Auszubildende im Auftrag der Bundesagentur für Arbeit - Bildungswerk der Niedersächsischen Wirtschaft - Deutsche Angestellten-Akademie – ein gewerkschaftsnahes Bildungswerk - Europa- u. Deutschlandpolitisches Bildungsinstitut Duderstadt e. V. - Europa-Akademie Eichsfeld - Institut Brückenschlag e. V. - Kreisvolkshochschule Göttingen - LEB Niedersachsen e. V. - Musikschule für den Landkreis Göttingen - Musikschule Hilkerode - Studienkreis-Nachhilfe |

## Kultur und Sehenswürdigkeiten

### Bauwerke

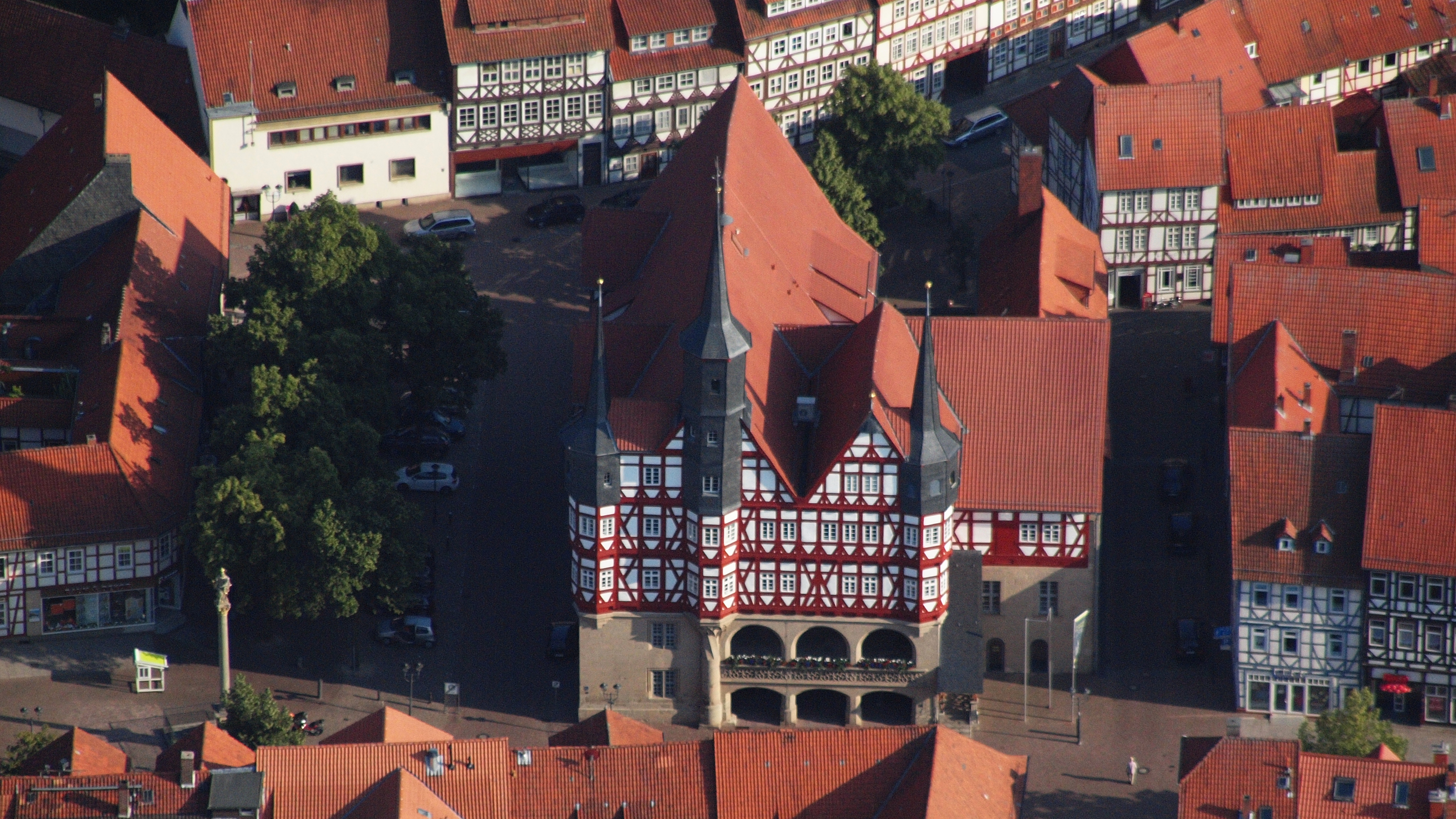
Duderstadt – Rathaus

In der Altstadt befinden sich mehr als 600 Fachwerkhäuser. Anlässlich der niedersächsischen Landesausstellung Natur im Städtebau 1994 wurden große Teile der Altstadt saniert. Besonders hervorzuheben sind das historische Duderstädter Rathaus (eines der ältesten in Deutschland), die beiden großen Kirchen (St. Cyriakus und St. Servatius, an der sich der Pferdebrunnen von Herbert Blaschke befindet), die ca. 3,5 km lange Ringwallanlage und der Westerturm, bekannt für seine gedrehte Spitze.
Die Sulbergwarte auf dem nordwestlich von Duderstadt gelegenen Sulberg ist ein im 14. Jahrhundert errichteter früherer Wartturm. Sie war neben der Wehnder Warte eine von insgesamt 16 Warttürmen um Duderstadt. 1998 wurde die heute als Aussichtsturm genutzte denkmalgeschützte Warte renoviert und wieder mit einem spitzen Dach versehen, mit dem sie eine Höhe von etwa 14,5 m erreicht.

#### Liebfrauenkirche

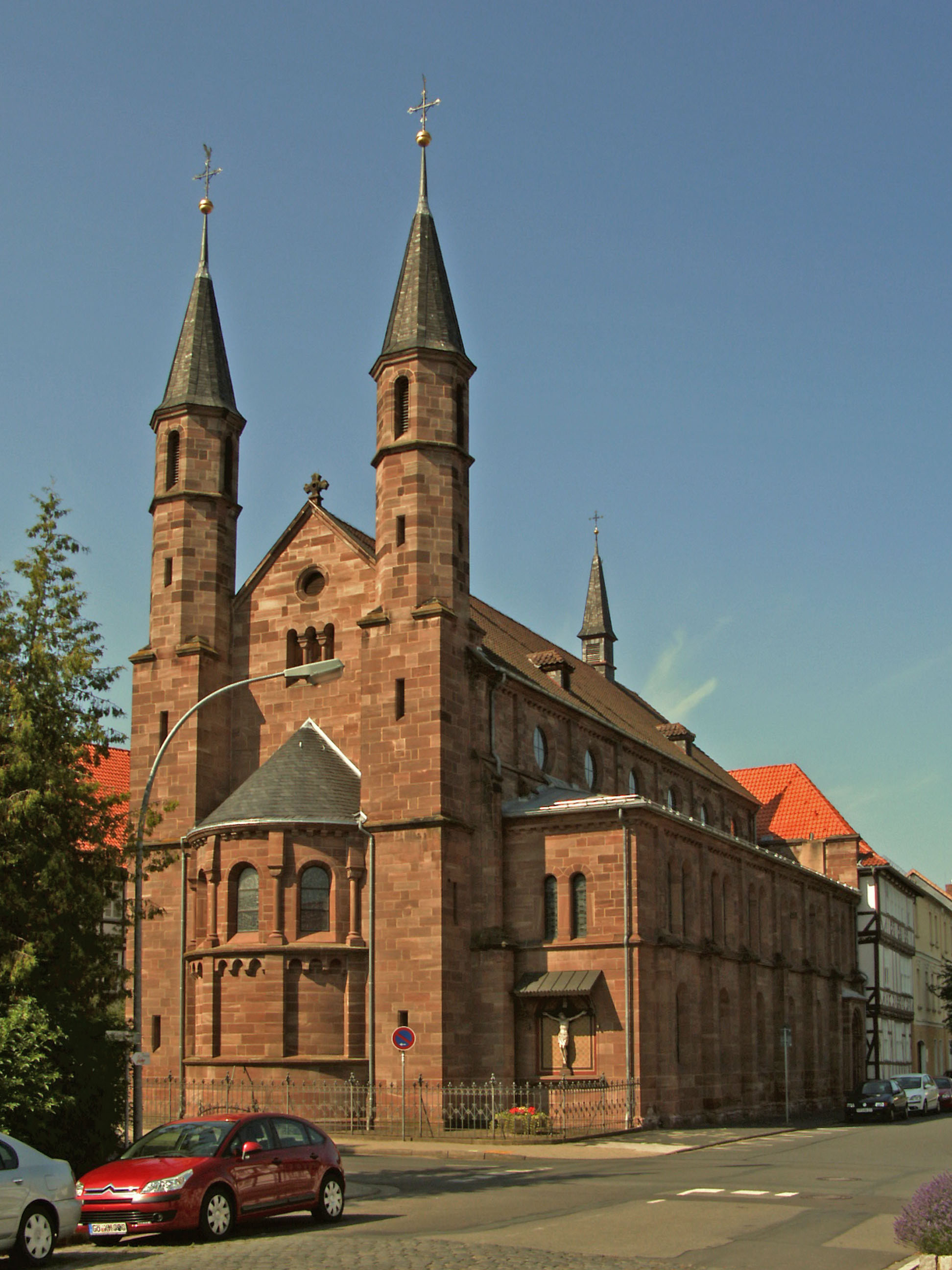
Liebfrauenkirche

Neben den beiden großen Kirchen St. Cyriakus und St. Servatius gibt es die Liebfrauenkirche als Kirche des seit 1700 in Duderstadt bestehenden Ursulinenklosters. Ihr Vorgänger war die Kapelle Ad Beatam Mariam Virginem, die 1424 erbaut und 1700 zu einem größeren Gotteshaus erweitert wurde. Nach ihrem Abriss wurde unter dem Duderstädter Kardinal Georg Kopp der Bau der neuromanischen Liebfrauenkirche forciert und 1889 der Grundstein gelegt, 1890 folgte ihre Weihe. Die Pläne stammten vom Hildesheimer Diözesanbaumeister Richard Herzig. Der zweischiffige basilikale Rotsandsteinquaderbau besitzt Rundbogenfriese und eine Lisenengliederung, in den Obergaden Rundfenster und einen Dachreiter im Westen. Die Apsis, die beinahe die Raumhöhe der Kirche hat, während die sonstige Höhe des hell verputzten Innenraumes 13,5 Meter beträgt, wird von zwei schlanken Türmen mit spitzem Helm flankiert, die nach Osten ausgerichtet sind. Ein zweistöckiges Seitenschiff schließt sich im nördlichen Teil der Kirche dem Hauptschiff an, das 27 Meter lang und 9,5 Meter breit ist. Auf dem oberen, flach gedeckten Stockwerk befindet sich die Orgelempore. Sie öffnet sich zum Hauptschiff durch gekuppelte Rundbögen. Als Mittelpfosten sind schlanke Säulen mit Knospenkapitellen eingesetzt. Über das gesamte Hauptschiff bis zum Nonnenchor im Westen der Kirche zieht sich ein gegurtetes, achtjochiges Kreuzgratgewölbe hin. Dort wurden als Pfeiler Halbsäulen mit Knospen- und Würfelkapitellen eingesetzt. Die Innenausstattung der Kirche ist mit zwei Werken aus der Spätgotik relativ sparsam. In der Apsis befindet sich eine lebensgroße, dreifigurige Kreuzigungsgruppe, in einem Nebenaltar im Seitenschiff eine Mondsichelmadonna mit Kind.
Die Liebfrauenkirche wurde im Jahr 2007 umfangreich renoviert. Der neue Altar wurde am 8. Mai 2007 durch Bischof Norbert Trelle geweiht.

#### Kapelle St. Martin

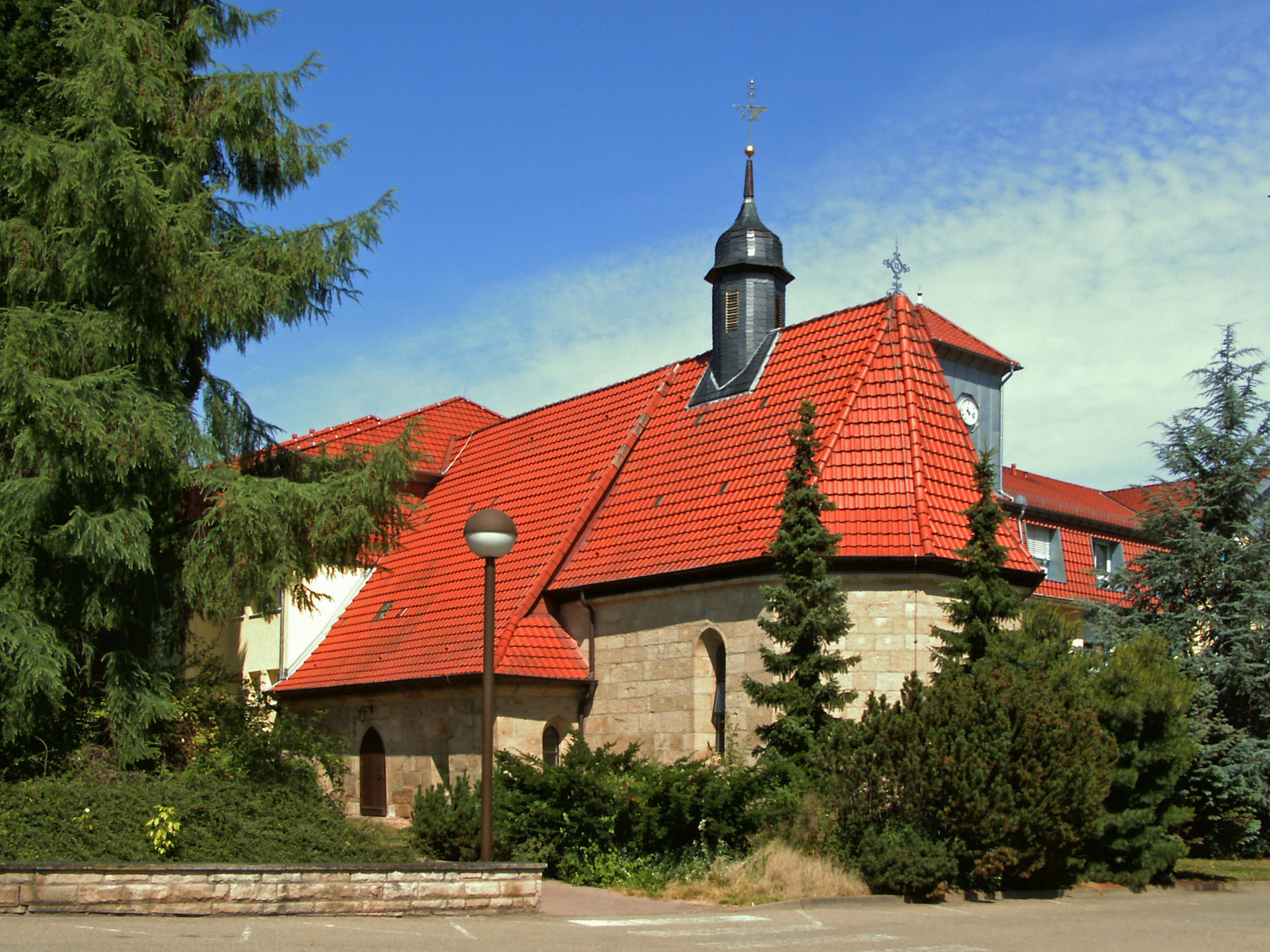
Kapelle St. Martin

Die Kapelle geht auf das Jahr 1443 zurück und stand damals in Verbindung mit dem vor dem Westertor der Stadt erbauten Hospital St. Martin. Heute steht das kleine Gotteshaus in enger baulicher Beziehung zum Krankenhauskomplex. Die Kapelle ist ein Sandsteinbau, dessen Abschluss nicht mehr vorhanden ist. Das Langhaus ist dadurch verkürzt, während der Chor langgestreckt ist. Er ist eingezogen, dreiseitig geschlossen und trägt einen schiefergedeckten Reiter mit welscher Haube. Im Inneren präsentiert sich das tonnengewölbte Langhaus in einem schlichten Stil und steht damit im Kontrast zum Chor, der sich über zwei Joche spannt und kreuzgewölbt mit einer polychromen Fassung versehen ist. Die Neubemalung im Jahre 1995, die auf den Originalzustand von 1867 zurückgeht, versah die Decke der Kapelle mit einem floralen Rankenwerk und goldfarbenen Akzenten. Die Kapelle wurde zwischenzeitlich als Viehstall und 1830 als Tabaklager genutzt, sodass sie starke Schäden erlitt. 1853 brachte man den spätgotischen Trinitätsaltar in die Cyriakuskirche und behob einige Beschädigungen der Kapelle. Ein neuer Altar aus dunklem Eichenholz vom Duderstädter Anton Riepenhausen wurde 1865 gefertigt und nach einer 40-jährigen Kellerlagerung erst im Jahre 1995 wieder in der Kapelle aufgestellt.

### Heimatmuseum

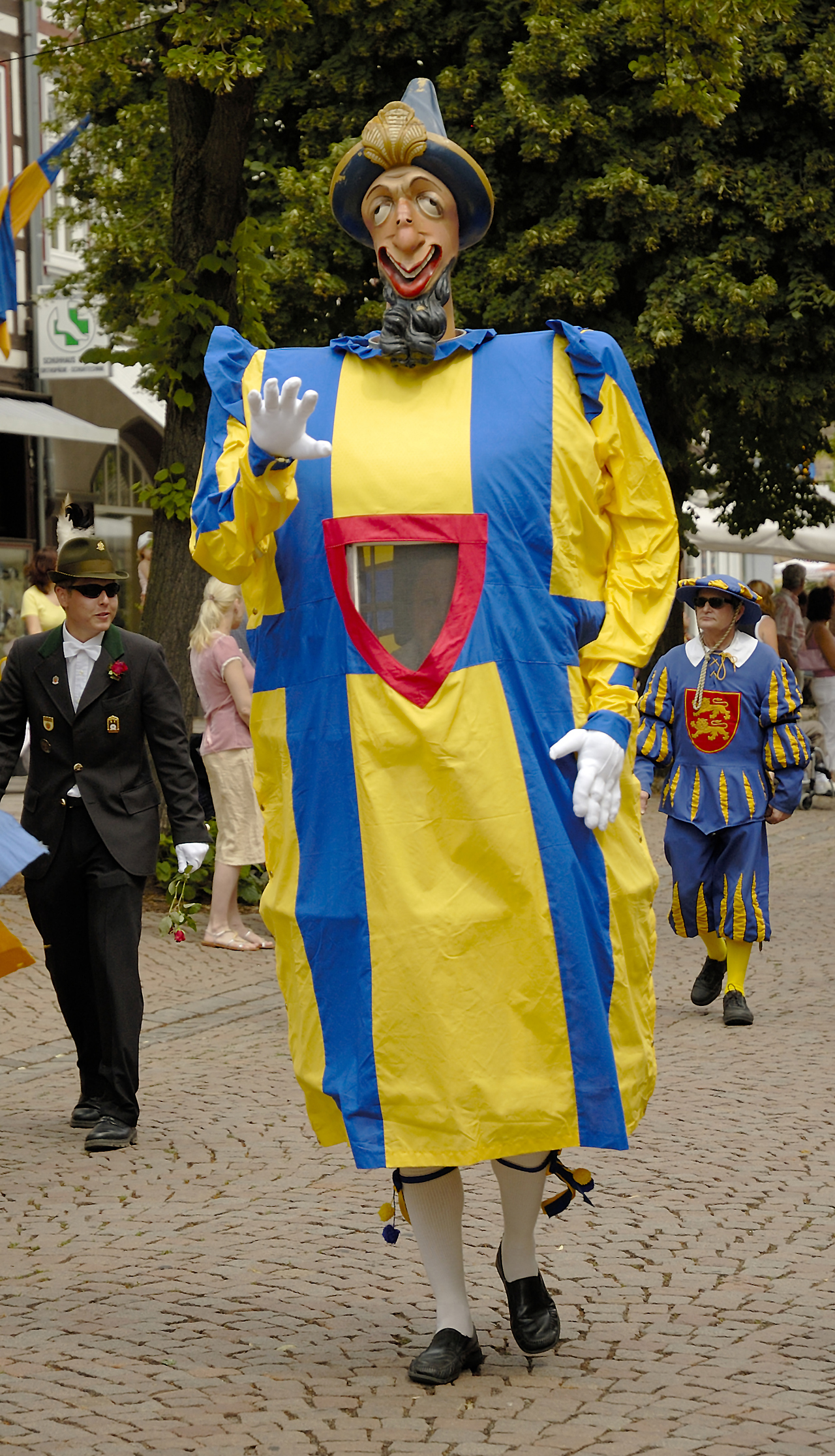
Der „Anreischke“, die Symbolfigur Duderstadts auf dem Schützenumzug (Juli 2006)

Das Duderstädter Heimatmuseum ist ein regionalgeschichtliches Museum mit einer umfassenden Sammlung zu den Themengebieten Archäologie, Handwerks- und Wirtschaftsgeschichte, sowie des ländlichen und städtischen Lebens des 19. Jahrhunderts.
Die Gründung des Heimatmuseums geht auf Bestrebungen des Jahres 1929 zurück, als Duderstadt sein 1000-jähriges Bestehen feierte. 1931 wurden in der städtischen Knabenschule zwei Räume eingerichtet, die eine Ausstellung volkskundlicher Gegenstände enthielt. Mitte der 30er Jahre benutzte die örtliche Hitlerjugend die Räume als Versammlungsstätte, Flüchtlingseinquartierungen in Folge des Zweiten Weltkrieges führten dazu, dass das Museum vollständig geräumt werden musste. Erst 1959 fand eine eingeschränkte Wiederöffnung statt, im Folgejahr übernahm die Stadt und der Kreistag die Trägerschaft. 1969 standen erstmals alle Etagen zur Verfügung.
Zu Beginn der 1980er Jahre wurde das barocke Fachwerkhaus umfassend renoviert, die Sammlung erfuhr eine wissenschaftliche Aufarbeitung und das Museum ging vollständig in die Trägerschaft der Stadt über. Die feierliche Neueröffnung fand 1986 statt. Seitdem werden fortlaufend Aktualisierungen und Erweiterungen des Themenangebotes durchgeführt, 1990 kam ein Museumslehrgarten mit wirtschaftshistorisch wichtigen Nutz- und Zierpflanzen aus der Region hinzu.
Das Heimatmuseum Duderstadt ist wegen notwendiger Sanierungsarbeiten bis auf Weiteres geschlossen.

### Sport
Es gibt mehrere Sportvereine, wie den TV Jahn Duderstadt, dessen Männer-Handballmannschaft von 1995 bis 2001 in der 2. Handball-Bundesliga spielte und den VfL Olympia 08 Duderstadt.

### Regelmäßige Veranstaltungen

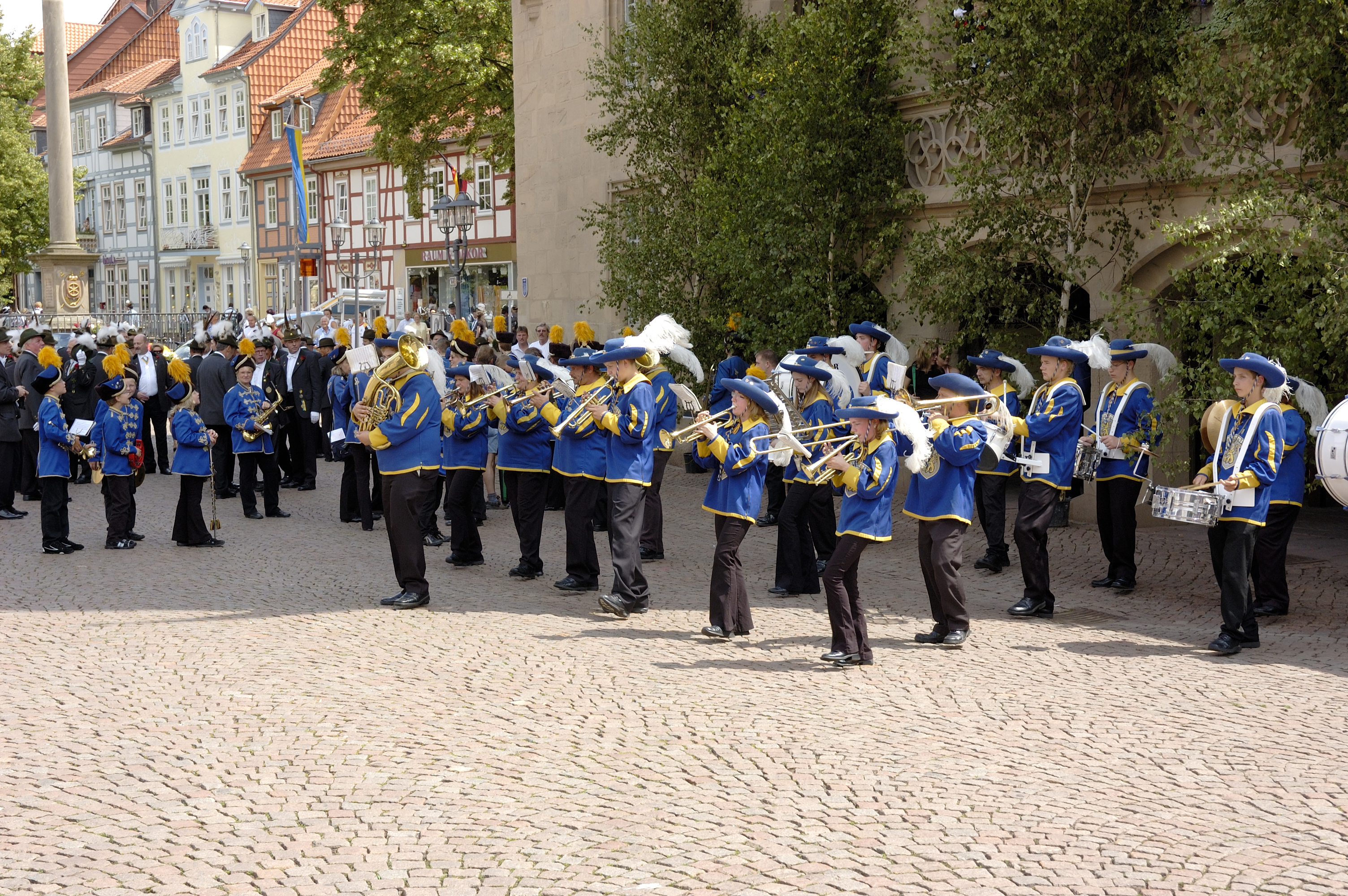
Duderstädter Fanfarenzug vor dem Rathaus während des Schützenumzuges 2006

| - Fastnachtsmarkt, Februar - Eichsfelder Gartenmarkt und Fußgängerzonenfest, Anfang Mai - Duderstädter Kultursommer im Stadtpark, von Juni bis September - Schützenfest, am zweiten Wochenende im Juli - Bürgerfest der Lebenshilfe Eichsfeld e. V. auf der Marktstraße, jedes Jahr mit ungerader Jahreszahl, Ende August | - Klassik am Teich, September - Eichsfelder Apfel- und Birnenmarkt, Oktober - Krippenmarkt, November - Martinimarkt, Ende November - Weihnachtsmarkt, Ende November bis Mitte Dezember |

### Kulinarische Spezialitäten
Duderstadt bzw. das Eichsfeld sind unter anderem für folgende Spezialitäten bekannt:
- Schmandkuchen
- Eichsfelder Kälberblase (Mettwurst)
- Eichsfelder Feldgieker (Mettwurst)